# カラコル
カラコル（Caracol）は、ベリーズ南部カヨ郡、マヤ山地、モパン川の上流に位置するマヤ文明の都市国家であった。
その「首都」（現カラコルの遺跡）は、オシュウィツア（Oxhuitza「3つの丘の水」）と呼ばれていた。330年頃から石碑に王朝の歴史が刻まれていたことが判明している。王朝の創始者はテ・カブ・チャク。長らくカラコルはティカル（Tikal）に従属する国家だったが、553年にヤハゥ・テ・キニチ（太陽神の王）二世（「水の王（Lord Water）」とも）が即位すると、カンペチェ州にあるカラクムル（Calakmul）と同盟し、562年の「星の戦争」でティカルを攻撃してこれに勝利、自立を果たす。626年にはナランホを征服するなど繁栄するが、680年になると逆にナランホから攻撃され敗北。破壊と掠奪を受けた末に衰退し滅亡した。
1930年代に遺跡が発見され、1985年以降、セントラルフロリダ大学のチェイス（Chase）夫妻らによって大規模な調査が行われている。

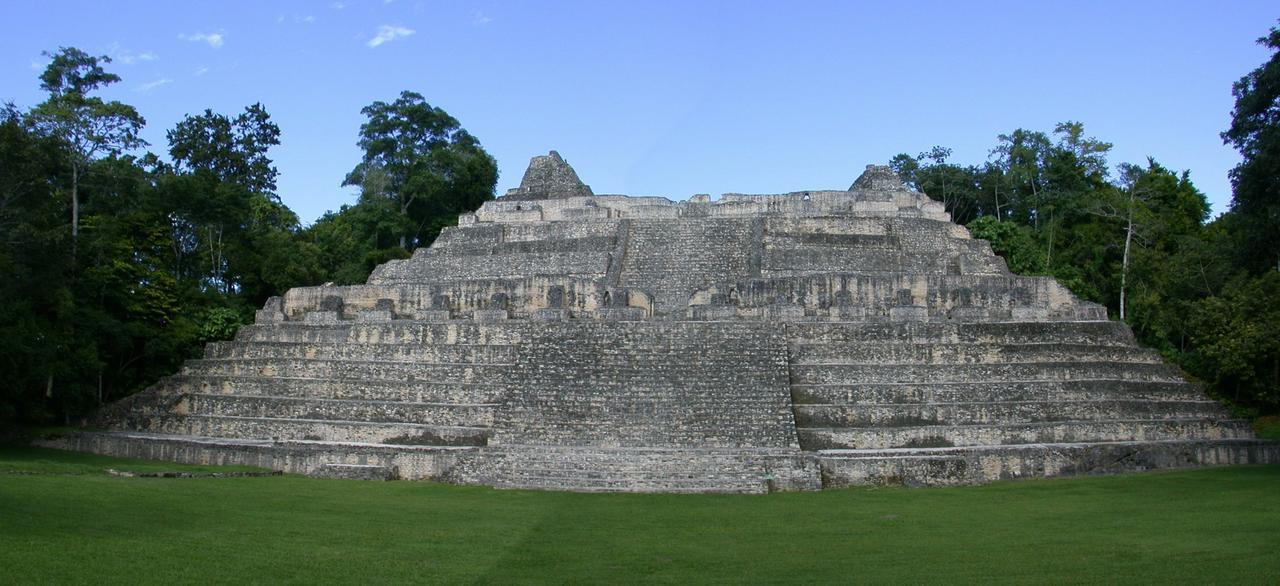